# Euctêmon
Euctêmon (português brasileiro) ou Euctémon (português europeu) (fl. 432 a.C.) foi um astrônomo ateniense. Foi um contemporâneo de Meton e trabalhou intimamente com este astrônomo. Pouco é conhecido de seu trabalho, longe de sua parceria com Meton, que foi mencionada por Ptolemeu. Com Meton, fez uma série de observações dos solstícios (os pontos nos quais o sol está a maior distância a partir do equador) a fim de determinar o comprimento do ano tropical. Geminus e Ptolemeu citam-no como uma fonte na ascensão e no cenário das estrelas. A cratera lunar Euctêmon recebeu o nome dele.